# Die Nervensäge (Film)
Die Nervensäge (Originaltitel: The Gazebo) ist eine US-amerikanische Filmkomödie aus dem Jahr 1959 über ein Ehepaar, das erpresst wird. Er basiert auf dem gleichnamigen Theaterstück von Alec Coppel aus dem Jahr 1958 und wurde von George Marshall inszeniert. Helen Rose wurde für den Oscar für das beste Kostümdesign in einem Schwarzweißfilm nominiert.

## Handlung
Elliott Nash, Autor und Regisseur von Fernsehkrimis, wird von Dan Shelby mit Nacktfotos seiner Frau Nell erpresst, die sie im Alter von 18 Jahren aufgenommen hat. Elliott informiert Nell, den Star eines Broadway-Musicals, nicht, sondern arbeitet fieberhaft daran, die immer höher werdenden Forderungen zu erfüllen.
Schließlich beschließt Elliott, dass Mord der einzige Ausweg ist. Er sucht Rat bei seinem Freund, dem Bezirksstaatsanwalt Harlow Edison, der glaubt, er sei Teil einer mysteriösen Verschwörung. Als der vermeintliche Erpresser im Vorstadthaus der Nashes auftaucht, um seine letzte Zahlung abzuholen, erschießt Elliott ihn, wickelt die Leiche in einen Duschvorhang und versteckt sie im Betonfundament, das für den antiken Pavillon gegossen wird, den seine Frau gekauft hat. Er versucht zu verhindern, dass Sam Thorpe, der Bauunternehmer, der die Konstruktion aufstellen soll, und Miss Chandler, die Immobilienmaklerin, die das Haus der Nashes verkaufen will, über seinen Plan stolpern.
Edison bringt die Nachricht, dass Shelby in seinem Hotelzimmer erschossen wurde, und Elliott fragt sich, wen er ermordet hat. Nells Name steht auf einer Liste von Erpressungsopfern, die Shelby gehörte, so dass sowohl sie als auch Elliott verdächtig sind. Shelby hatte sich auch an Nell gewandt, aber sie war der Meinung, dass die Veröffentlichung der Fotos ihr nur Vorteile bringen würde. Die Nashes werden entlastet, als sich herausstellt, dass die Mordwaffe Joe the Black gehört, einem Mitarbeiter von Shelby, der Zahlungen einkassiert hat. Polizeileutnant Jenkins erkennt, dass Joe beschlossen hat, das ganze Geld zu stehlen. Elliott ist erleichtert, dass es sich bei seinem Opfer um einen anderen Kriminellen handelt. Doch es gibt noch zwei weitere Mitglieder der Bande: Der Herzog und Louis die Laus, die Nell entführen und mit nach Hause nehmen, um Joe the Black zu finden, der 100.000 Dollar in einer Aktentasche bei sich hat. Schließlich finden sie heraus, dass sich die Leiche im Fundament des Pavillons befindet, das wegen eines unerwarteten Regengusses eingestürzt ist. Sie bringen die Leiche, eingewickelt in den Duschvorhang, ins Wohnzimmer der Nashs und verschwinden mit dem Aktenkoffer. Als Elliott nach Hause kommt, bindet er seine Frau los, gesteht, was er getan hat, und bringt die Leiche in ein anderes Zimmer.
Kurz darauf taucht Lieutenant Jenkins auf, der den Herzog und Louis verhaftet hat. Jenkins ist sich sicher, dass Elliott Joe ermordet hat. Als Elliott ein Geständnis ablegen will, stellt er fest, dass die Kugel, die er abgefeuert hat, Joe verfehlt hat und in einem Buch stecken geblieben ist. Ein Arzt bestätigt, dass Joe tatsächlich an einem Herzproblem gestorben ist, und Elliotts Haustaube Herman, die er nach einer Verletzung wieder gesund gepflegt hat, fliegt mit der Kugel davon, so dass es keine Beweise mehr gibt, die ihn mit dem Tod in Verbindung bringen. Als die Polizei geht, lässt Herman die Kugel auf Jenkins’ Hut fallen, den dieser angewidert wegwirft, weil er glaubt, er sei von Taubendreck getroffen worden.

## Produktion
Eine komische Nebenhandlung besteht darin, dass Alfred Hitchcock Elliott versehentlich telefonisch bei einem Mordplan hilft, während er ein Drehbuch überprüft, das Nash für ihn geschrieben hat. Alec Coppel, der Autor des Stücks, hatte ein solches Drehbuch für Hitchcocks Film Vertigo geschrieben.

## Kritik
Die Chicago Tribune äußerte sich allgemein positiv: „Glenn Ford ist sowohl unterhaltsam als auch überzeugend als schüchterne Seele, deren Nerven nicht allzu stark sind.... Es ist ein Stück, das sehr lose konstruiert und ein wenig dünn gestrickt ist, aber dank Mr. Fords überlegenen Fähigkeiten ist es ein mäßig guter Spaß.“
Die New York Times war voll des Lobes: „Diese Hollywood-Rekonstruktion von 'The Gazebo', die zuerst als Theaterstück am Broadway gezeigt wurde, ist bemerkenswert groß für eine Geschichte. Sie bietet keine sehr weite Aussicht. Tatsächlich reicht der Blick nicht viel weiter als bis zur Nasenspitze von Glenn Ford, der einen schwer verwirrten und kurzsichtigen Mörder spielt, der ein ziemlich grausames Verbrechen begeht. Als Mann, der sich gegen einen Erpresser zur Wehr setzt (der Grund ist zu absurd), beschließt er, sich seines Peinigers zu entledigen, indem er ihn in sein Haus einlädt und ermordet. Und als dieses nicht sehr clevere und lustige Detail schließlich entdeckt wird, muss er sich einen Trick einfallen lassen, um zu beweisen, dass er den Mann doch nicht ermordet hat. ..... Mit der lebhaften und fröhlichen Debbie Reynolds, die von Zeit zu Zeit als seine besorgte Ehefrau das Bild schmückt, könnte man meinen, dass er sich etwas einfallen lassen wird, wenn er überhaupt etwas Kluges vorhat. Aber wir fürchten, Mr. Ford hat es nicht. Er ist kein Komödiant. John McGiver hilft den Dingen ein wenig auf die Sprünge... und Doro Merandes unverschämtes Gekreische durchbricht gelegentlich die Lethargie. Aber der Rest der Besetzung ist durchschnittlich, George Marshalls Regie ist flach und die schwarz-weiße CinemaScope-Produktion stammt aus dem Lagerregal.“
Der Philadelphia Inquirer lobte den Film als „eine aufgefrischte und aufgepeppte Adaption von Alec Coppels Mordkomödie.... Ford kämpft sich durch die fesselnde Absurdität unter der lebhaften Regie von George Marshall und hat seinen großen Tag als verzweifelter Fernsehautor und Krimi-Regisseur, der sich als Mörder in seinem eigenen Haus in Connecticut wiederfindet. ...reichlich Raum für Gags, Slapstick und liebenswerte Ergänzungen – einschließlich des äußerst hilfreichen Piegon....'The Gazebo' bietet sowohl Ford als auch Miss Reynolds lebhaften Spielraum für ihre komödiantischen Talente....Starke Unterstützung wird geboten von...McGiver...Carl Reiner...Dora Merande...Weitere Darsteller in dieser fröhlichen Avon-Produktion sind Mable Albertson, Bert Freed, Martin Landau und Richard Wessel.“

## Neuverfilmungen
Das zugrunde liegende Theaterstück The Gazebo wurde 1964 unter dem Titel Der Aussichtsturm für das deutsche Fernsehen ein zweites Mal verfilmt, Horst Tappert übernahm dabei die Rolle des Elliott Nash. Eine weitere Verfilmung entstand 1971 in Frankreich unter dem Titel Hasch mich – ich bin der Mörder mit Louis de Funès in der Hauptrolle.